# 王安電腦

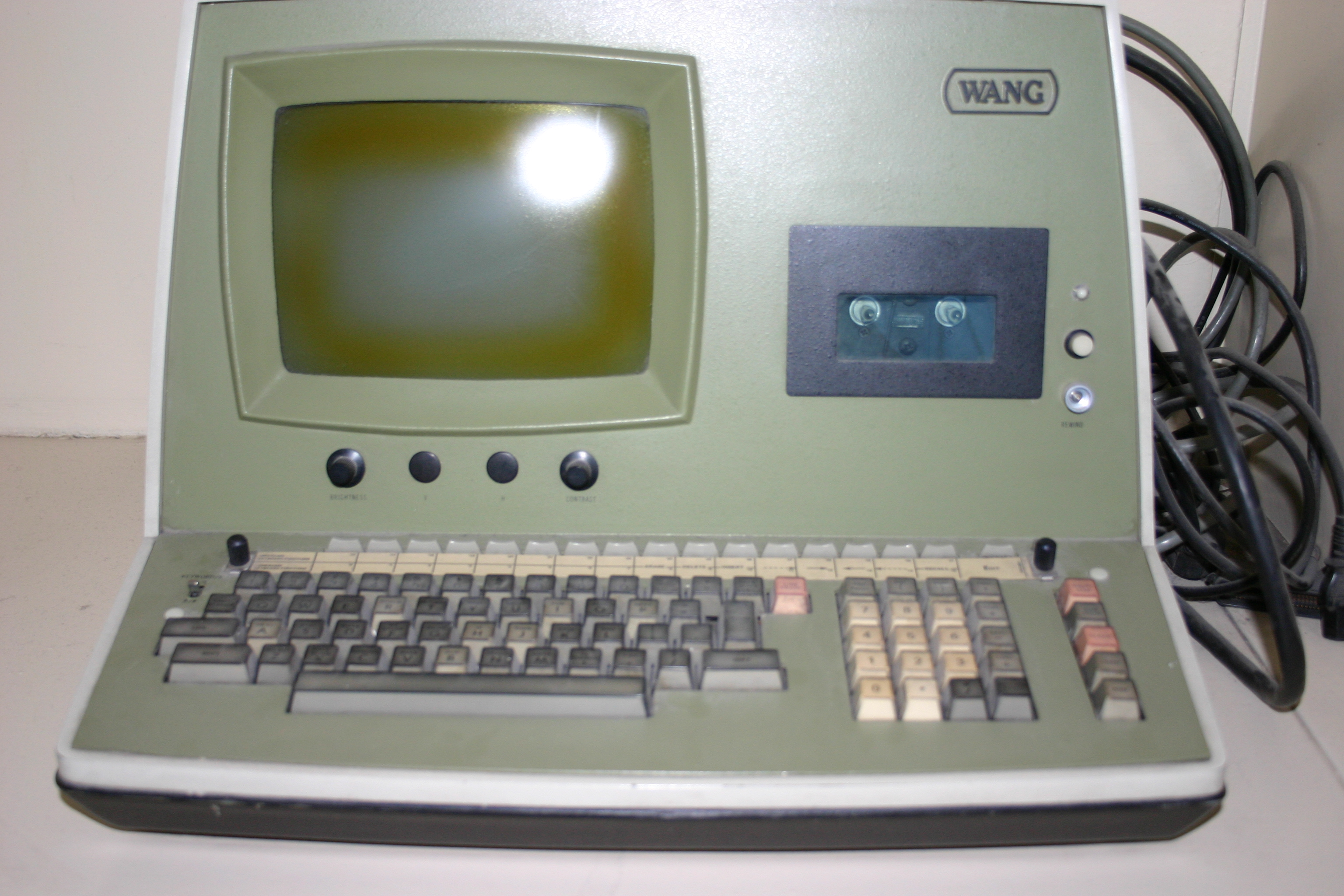
使用錄音帶當儲存器的Wang 2200

王安電腦（Wang Laboratories）為美國曾經存在的電腦公司，由美籍華人王安與Dr. Ge Yao Chu在1951年成立於麻薩諸塞州劍橋，曾經成為世界最大桌上電腦企業並一度與IBM齊名，後來對手IBM採用PC架構開放策略成功建立了生態圈，王安則逐漸封閉化而未能做出變革。王安電腦因為這個策略失誤於1992年破產，1999年被併購消失。

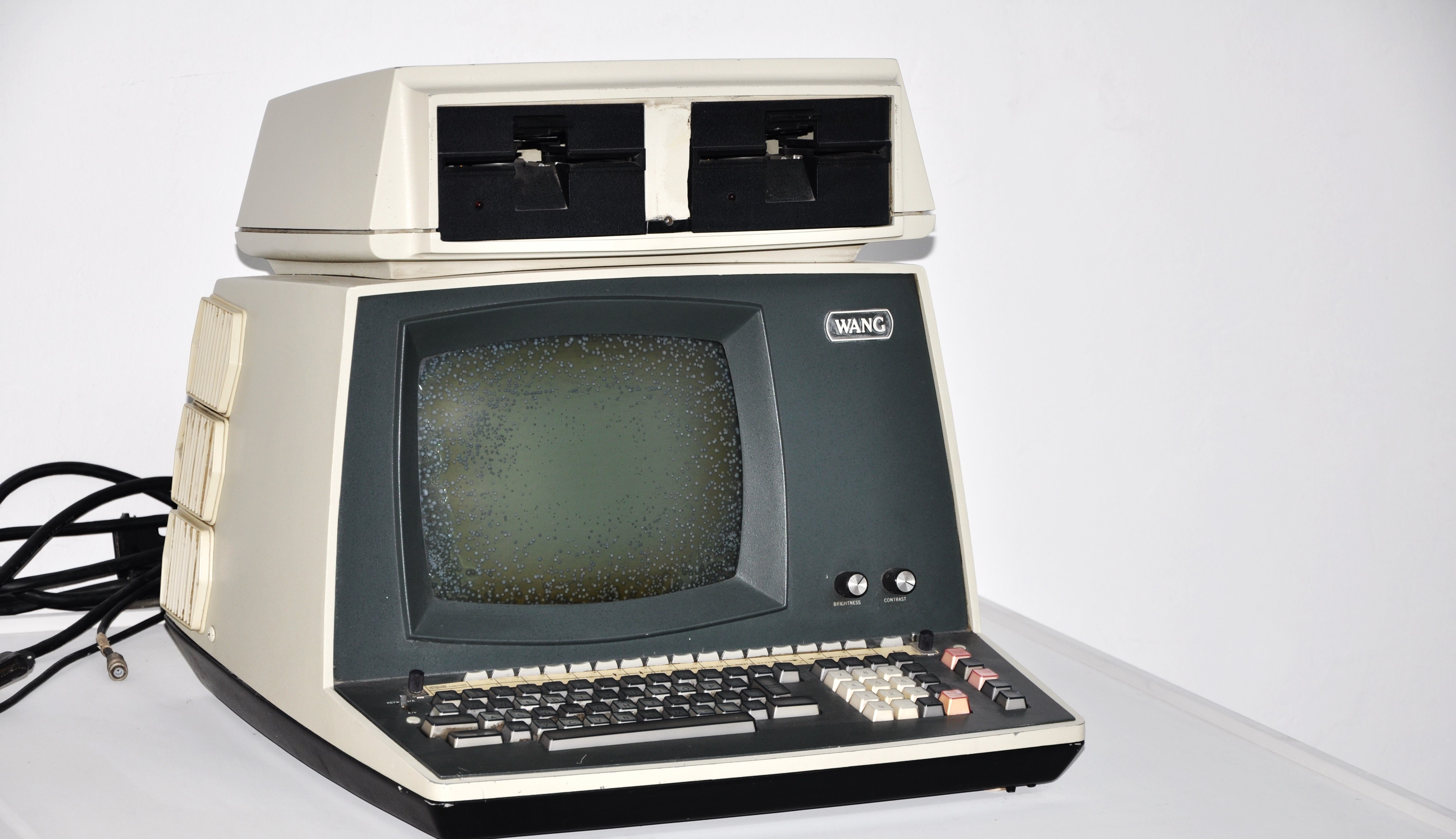
加裝磁碟片機的Wang 2200 PCS II型

## 概況
王安出生於中華民國上海，江蘇崑山玉山鎮人，曾就讀於崑山近民小學（今崑山第一中心小學）、崑山縣立中學（今崑山市第一中學），1933年考入江蘇省立上海中學。1936年又以入學考試第一名的成績進入國立交通大學電機系。1948年獲哈佛大學應用物理博士學位，他畢生在磁芯記憶體領域的發明專利共有34項之多。當時第一代電腦，儲存程序和數據的裝置都是機電繼電器和水銀延遲線裝置，方便大量存儲二進制的裝置是一大科技難點，也是電腦體積龐大無法民用化的關鍵之一，王安最大的貢獻便是解決此一問題。
看準了微電腦將成為未來世界最重要商品，1951年創辦「王安實驗室 Wang Laboratories 」，出售了 1/3 公司給 Warner & Swasey Company 獲得 US$50,000 成建廠資本。
1955 年王安把記憶體專利以 US$500,000 賣給 IBM。 
同年王安與同學 Dr. Ge Yao Chu  開設「王安電腦有限公司」，並快速轉入更高獲利的LOCI對數計算器和300系列可編程計算器等簡單但可以快速進入民間的廉價電腦，當時許多公司其實並不需要功能強大又昂貴的電腦，較慢但小型又便宜裝置在當時年代已經足以加快許多商業過程，一時間王安電腦流行全美。1967年股票上市40萬股票幾個小時即搶購一空，股價連連翻著跟頭暴漲，幾天王安的資產總值奇跡般地升值為近8000萬美元 。

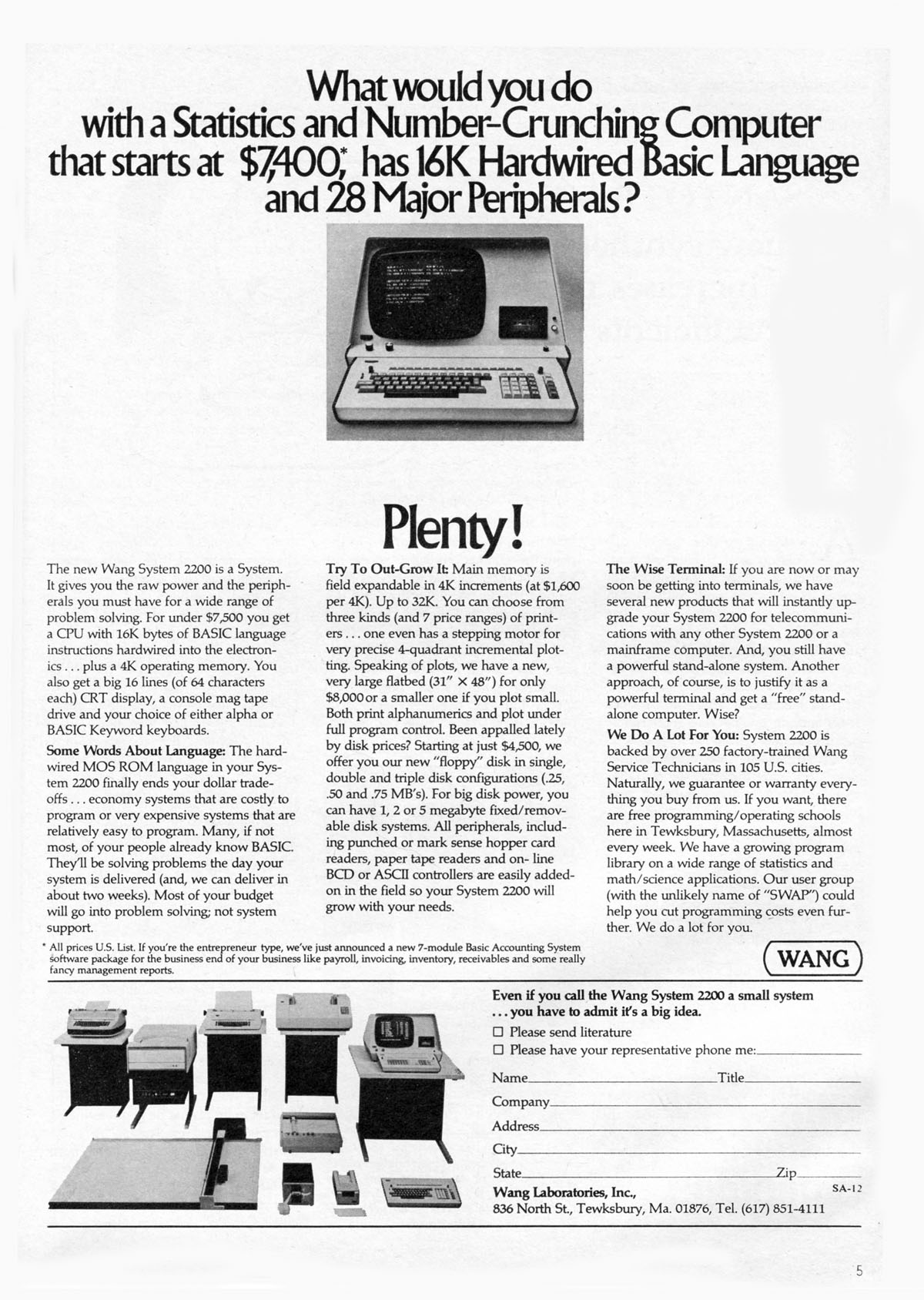
1974年2200型的訂購單，7400美金一台。(當時幣值)

之後開始研發產業專用電腦，例如用於車床、印刷機的數位控制裝置等，之後積體電路的出現王安精準判斷一種通用電腦的時代將到來，1975年王安公司首次推出了世界上第一台具有編輯、檢索等功能的文字處理系統。這種「WPS」 計算機能在螢幕上直接顯示文字，能用鍵盤快速修改文稿，能像普通打字機和印刷機那樣印制文件，極大增加了辦公室文書白領的工作績效，同時改變了近半世紀來工廠機械日新月異但辦公室人員一直用著廉價打字機這唯一設備的場景，也是首創「文書處理」這一電腦應用的先河，時至今日文書處理依然是電腦重要功能。
1978年王安电脑成为当时世界上最大的文字处理机生产商。20世纪80年代，王安电脑达到顶峰，於 1984年 王安與家族持有 55% 公司股權，美國福布斯雜誌估計約值 1,600,000,000 美元，排行美國富豪榜第五位。
IBM為了應對危機開始了PC機的研發，並公開PC機的設計規格，鼓勵同業仿造相容機，以快速彌補規模上的差距，雖然遭遇一些同業競爭麻煩但快速的成為一支聯盟軍。而王安此時犯下了致命戰略失誤，並未公開授權自己的電腦設計以形成產業聯盟，還是堅持自己傳統路線，最後形成一家公司對抗一個聯盟的慘淡結局，而PC陣營透過公開規格吸引了全球廠商加入製作，間接利用了全球人才的智慧不斷增強PC功能，形成對王安的壓倒性人才能量。由於和PC的規格不相容，使用者漸漸發現很多優秀新軟體新硬體在王安機上不能用，初級的網路時代到來時更發現王安機不能和數量大的PC形成連網通訊，越來越少人願意購買。
公司巨額虧損幾年後，王安於1990年逝世， 1992年8月18日公司申請破產，之後繼承人王烈決定轉為提供企業電腦化顧問服務，並撰寫一些企業專用軟體，公司改名「王安全球」，大幅裁員2萬人並變賣眾多企業大樓後終於還清欠款，但終究王安電腦的硬體已經不可能再有市場，1999年7月，王安公司被荷蘭著名的 IT 服務企業 Getronics NV 公司收購，「王安」這個品牌自此走入歷史。

## 軼聞
比爾蓋茨曾十分認真地指出，如果在80年代那位「眼光遠大的工程師」沒有貽誤機會的話， 今天可能就沒有什麼微軟公司了。「我可能就在某個地方成了一位數學家，或一位律師，而我少年時代在個人計算機方面的迷戀，只會成為我個人的某種遙遠的回憶。」指的就是王安電腦曾經可能有機會主導電腦世界。

## 外部連結
- TransVirtual Systems website （页面存档备份，存于）, TransVirtual being the suppliers of New VS, a Linux-based hardware abstraction that runs VS OS
- Small WANG museum （页面存档备份，存于）, showing early products such as the 700 and 2200 series
- History, pictures, and user manuals for the Wang 1200 （页面存档备份，存于）
- Information about the Wang 2200 （页面存档备份，存于）
- The Wang LOCI-2 （页面存档备份，存于） at the Old Calculator Web Museum
- Wang 452 calculator （页面存档备份，存于） with photos and operating and programming instructions
- Wang 2200 emulator （页面存档备份，存于）
- Wang VS emulator （页面存档备份，存于）
- Wang VS news and forums
- Wang Laboratories, Inc. Records at Baker Library Historical Collections, Harvard Business School